# Голая газза
Голая газза (лат. Gazza achlamys) — вид лучепёрых рыб семейства сребробрюшковых (Leiognathidae). Распространены в Индо-Тихоокеанской области. Максимальная длина тела 17 см.

## Описание
Тело высокое, сильно сжато с боков, овальной формы, покрыто мелкой циклоидной чешуёй. Высота тела укладывается 1,9—2,2 раза в стандартную длину тела. Область от линии, проходящей через начало основания мягкой части спинного плавника, до основания грудных плавников и вниз до уровня сложенных брюшных плавников без чешуи. Голова без чешуи. Рот маленький, сильно выдвижной; при открытии вытягивается вперёд. В передней части обеих челюстей есть клыковидные зубы. Длинный спинной плавник с 8 жёсткими и 16 мягкими лучами. В анальном плавнике три колючих и 14 мягких лучей. В коротких грудных плавниках 15—18 мягких лучей. В брюшных плавниках один жёсткий и 5 мягких лучей. Хвостовой плавник вильчатый. Боковая линия с 48—59 чешуйками, начинается за жаберными крышками и доходит до хвостового плавника. Позвонков 24, из них 10 туловищных и 14 хвостовых.
Тело серебристого цвета. Спина серовато-голубая с тёмно-жёлтыми отметинами неровной формы, простирающимися немного ниже боковой линии. На голове и нижней части тела разбросаны многочисленные чёрные точки. Окончание рыла серого цвета. Мембраны дистальных жёстких лучей спинного плавника чёрные. Край мягкой части спинного плавника серого цвета. Передняя часть анального плавника от второго жёсткого луча до третьего мягкого луча жёлтая. Кончики мягких лучей анального плавника тёмно-коричневые. Задний край хвостового плавника тёмный. Грудные и брюшные плавники бесцветные.
Максимальная длина тела 17 см, обычно до 12 см.

## Биология
Голые газзы — морские придонные рыбы, обитают на мелководных участках вблизи побережья на глубине до 20 м; заходят в солоноватые воды. Предпочитают илистые и песчаные грунты. Ведут стайный образ жизни. Питаются мелкими рыбами, ракообразными и  полихетами.

## Ареал
Распространены в Индо-Тихоокеанской области от восточного побережья Индии и Шри-Ланка до Малайского архипелага, Соломоновых островов, Микронезии и Марианских островов; на север встречаются до Тайваня и юга Японии.